# 奥拉夫·塞特
奥拉夫·塞特（挪威語：Olaf Sæther，1872年1月7日—1945年11月1日），挪威男子射击运动员。他曾代表挪威参加1908年和1912年夏季奥林匹克运动会射击比赛，共获得一枚金牌和一枚银牌。